# Тардагіла
Тардагіла (ісп. Tardáguila) — муніципалітет в Іспанії, у складі автономної спільноти Кастилія-і-Леон, у провінції Саламанка. Населення — 229 осіб (2010).
Муніципалітет розташований на відстані близько 180 км на північний захід від Мадрида, 18 км на північний схід від Саламанки.

## Демографія
Динаміка населення (INE ):

## Зовнішні посилання
- Провінційна рада Саламанки: індекс муніципалітетів
- Посилання на Google Maps